# Tutóia
Tutóia – miasto i gmina w Brazylii leżące w stanie Maranhão. Gmina zajmuje powierzchnię 1651,650 km². Według danych szacunkowych w 2016 roku miasto liczyło 57 955 mieszkańców. Położone jest około 220 km na wschód od stolicy stanu, miasta São Luís, oraz około 1800 km na północ od Brasílii, stolicy kraju. 
W 2014 roku wśród mieszkańców gminy PKB per capita wynosił 5350,66 reais brazylijskich.